# VV Essen
 (avril 2010).
 (février 2024).
Maillots
Le VV Essen est un club de volley-ball allemand fondé en 1967 et basé à Essen, évoluant en deuxième division allemande (de) depuis la saison 2013/2014 (de).

## Généralités
Le club a été fondé en 1967 et a obtenu un certain succès. Le club a réalisé l'exploit d'une série parfaite dans la saison 2004/2005 ce qui a conduit le club en première division. Après avoir terminé 9e de la saison régulière, le club finit quatrième des barrages et est relégué. Depuis le club joue en deuxième division (sauf lors de la saison 2012/2013 où il évoluait en troisième division).

## Palmarès
- Champion de deuxième division (1): 2005

## Effectifs

### Effectif de la saison 2015/2016
| Nr. | Prénom   | Nom         | Nationalité | Date de naissance | Taille | Position                |
| --- | -------- | ----------- | ----------- | ----------------- | ------ | ----------------------- |
| 1   | Laurin   | Hussmann    | Allemagne   | 10 mars 1994      | 1,85   | Réceptionneur-attaquant |
| 2   | Thomas   | Wojtczak    | Allemagne   | 23 avril 1992     | 1,80   | passeur                 |
| 3   | Matthäus | Gawryluk    | Allemagne   | 31 octobre 1991   | 1,75   | Libero                  |
| 5   | Brar     | Ketelsen    | Allemagne   | 14 novembre 1994  | 1,91   | passeur                 |
| 6   | Falko    | Hildebrand  | Allemagne   | 31 juillet 1983   | 1,78   | Central                 |
| 7   | Tobias   | Schroer     | Allemagne   | 30 juin 1989      | 1,90   | Attaquant               |
| 8   | Adrian   | Kwasniewski | Pologne     | 22 janvier 1996   | 2,02   | Central                 |
| 10  | Thies    | Ketelsen    | Allemagne   | 10 octobre 1990   | 1,98   | Central                 |
| 12  | Tim      | Dißmann     | Allemagne   | 10 janvier 1993   | 1,80   | Libero                  |
| 13  | David    | Wiesche     | Allemagne   | 26 août 1986      | 1,94   | Central                 |
| 15  | Lukas    | Hußmann     | Allemagne   | 28 novembre 1991  | 1,90   | Réceptionneur-attaquant |
| 16  | Jan      | Holthausen  | Allemagne   | 7 février 1994    | 1,85   | Complet                 |
| 18  | Tim      | Hütte       | Allemagne   | 27 mars 1996      | 1,85   | Central                 |

## Résultats

### Résultat de la saison 2015/2016
| Date       | Horaire | Lieu                                        | Domicile                      | Extérieur                     | Résultat      | Classement * |
| ---------- | ------- | ------------------------------------------- | ----------------------------- | ----------------------------- | ------------- | ------------ |
| 26.09.2015 | 19:30   | Sporthalle Gymnasium Wolfskuhle, Essen      | VV Humann Essen               | VC Bitterfeld-Wolfen          | 1:3 / 91:91   | 10           |
| 03.10.2015 | 20:00   | Vechtesporthalle Schüttorf                  | FC Schüttorf 09               | VV Humann Essen               | 1:3 / 78:95   | 7            |
| 24.10.2015 | 19:00   | Universitätssporthalle 3, Magdeburg         | USC Magdeburg                 | VV Humann Essen               | 1:3 / 87:95   | 7            |
| 31.10.2015 | 20:00   | Giesener Sporthalle                         | TSV Giesen/48 Hildesheim      | VV Humann Essen               | 3:1 / 93:79   | 9            |
| 07.11.2015 | 19:30   | Sporthalle Gymnasium Wolfskuhle, Essen      | VV Humann Essen               | SV Lindow-Gransee             | 0:3 / 61:75   | 10           |
| 14.11.2015 | 18:00   | Dreifach Sporthalle 1 ALT, Delbrück         | DJK Delbrück                  | VV Humann Essen               | 3:1 / 93:84   | 11           |
| 21.11.2015 | 19:30   | Sporthalle Gymnasium Wolfskuhle, Essen      | VV Humann Essen               | TuB Bocholt                   | 3:0 / 75:54   | 10           |
| 22.11.2015 | 18:00   | Sporthalle Gymnasium Wolfskuhle, Essen      | VV Humann Essen               | VCO Berlin                    | 3:1 / 98:92   | 9            |
| 28.11.2015 | 19:30   | Sporthalle Gymnasium Wolfskuhle, Essen      | VV Humann Essen               | TSG Solingen Volleys          | 3:1 / 98:88   | 8            |
| 05.12.2015 | 20:00   | Sporthalle Lehrte Mitte                     | SF Aligse                     | VV Humann Essen               | 3:0 / 75:63   | 9            |
| 06.12.2015 | 16:00   | Sporthalle Gymnasium Wolfskuhle, Essen      | VV Humann Essen               | Volleyball-Internat Frankfurt | 3:1 / 101:92  | 6            |
| 12.12.2015 | 19:30   | Sporthalle Gymnasium Wolfskuhle, Essen      | VV Humann Essen               | USC Braunschweig              | 3:0 / 75:54   | 4            |
| 19.12.2015 | 19:30   | Sporthalle Gymnasium Wolfskuhle, Essen      | VV Humann Essen               | USC Magdeburg                 | 3:2 / 110:102 | 4            |
| 10.01.2016 | 16:00   | Sporthalle Krondorf, Bitterfeld-Wolfen      | VC Bitterfeld-Wolfen          | VV Humann Essen               | 3:1 / 98:89   | 5            |
| 16.01.2016 | 19:30   | Sporthalle Gymnasium Wolfskuhle, Essen      | VV Humann Essen               | FC Schüttorf 09               |               |              |
| 30.01.2015 | 19:30   | Sporthalle Gymnasium Wolfskuhle, Essen      | VV Humann Essen               | TSV Giesen/48 Hildesheim      |               |              |
| 31.01.2016 | 16:00   | Carl-von-Weinberg-Schule, Frankfurt         | Volleyball-Internat Frankfurt | VV Humann Essen               |               |              |
| 06.02.2016 | 18:00   | Dreifelderhalle Gransee                     | SV Lindow-Gransee             | VV Humann Essen               |               |              |
| 07.02.2016 | 14:30   | Sportforum Hohenschönhausen, Berlin         | VCO Berlin                    | VV Humann Essen               |               |              |
| 20.02.2016 | 19:30   | Sporthalle Gymnasium Wolfskuhle, Essen      | VV Humann Essen               | DJK Delbrück                  |               |              |
| 06.03.2016 | 16:00   | Euregio-Sporthalle, Bocholt                 | TuB Bocholt                   | VV Humann Essen               |               |              |
| 13.03.2016 | 16:00   | Friedrich-Albert-Lange Sporthalle, Solingen | TSG Solingen Volleys          | VV Humann Essen               |               |              |
| 19.03.2016 | 19:30   | Sporthalle Gymnasium Wolfskuhle, Essen      | VV Humann Essen               | SF Aligse                     |               |              |
| 02.04.2016 | 19:30   | TUNICA Sporthalle, Braunschweig             | USC Braunschweig              | VV Humann Essen               |               |              |

* Place de l'équipe au classement après la journée

### Bilan saison par saison
| Saison    | Division               | Saison régulière | Phase finale    | Coupe d'Allemagne |
| --------- | ---------------------- | ---------------- | --------------- | ----------------- |
| 2015-2016 | deuxième division (de) |                  | —               | —                 |
| 2014-2015 | deuxième division (de) | 10e              | —               | —                 |
| 2013-2014 | deuxième division (de) | 12e              | —               | —                 |
| 2012-2013 | Troisième division     | 2e (promotion)   | —               | —                 |
| 2011-2012 | deuxième division (de) | 12e (relégation) | —               | —                 |
| 2010-2011 | deuxième division (de) | 7e               | —               | —                 |
| 2009-2010 | deuxième division (de) | 3e               | —               | —                 |
| 2008-2009 | deuxième division (de) | 3e               | —               | 8e de finale      |
| 2007-2008 | deuxième division (de) | 4e               | —               | —                 |
| 2006-2007 | deuxième division (de) | 3e               | —               | 8e de finale      |
| 2005-2006 | Première division      | 9e               | 4e (relégation) | 8e de finale      |

## Joueurs majeurs
- Stefan Windscheif (de)